# Cleidion capuronii
Cleidion capuronii är en törelväxtart som beskrevs av Jacques Désiré Leandri. Cleidion capuronii ingår i släktet Cleidion och familjen törelväxter. Inga underarter finns listade i Catalogue of Life.